# Caspiene
Caspiene fou una regió a l'est d'Armènia poblada pels caspis (kaspioi), a la boca del Kura. Una muntanya de la regió portava el nom de puig Caspi. La mar llavors no es deia mar Càspia sinó mar Aluana o Albana. Quedava fora de les fronteres de l'imperi Persa i tampoc no fou conquerida per Alexandre el Gran. Els caspis ocupaven un districte a l'Albània del Caucas, probablement sense estar sotmesos al rei dels aghuans. Per aquest districte, anomenat Caspiene, els armenis s'hi varen expandir vers el segle ii aC.
Els caspis habitaven també una part de la satrapia de l'Hircània segons Heròdot i Estrabó, però no és segur si fou el seu hàbitat originari o s'hi van traslladar. Els caspis eren molt incivilitzats i s'assemblaven a la gent de Bactriana i Sogdiana.
Correspon probablement a la província armènia de Phaitakaran i a la regió actual de Mughan.